# Sefid Rud
El Sefid Rud (persa Sefīd-Rūd o Sepīd-Rūd سفیدرود "Riu Blanc", en àzeri Kizil-Üzen o Qizil Uzun, "Riu Roig"; en àrab Nahr al-Abyad que vol dir "Riu Blanc") també transliterat Sefidrud, Sefidrood, Sepidrood o Sepidrud, és un riu de l'Iran d'uns 670 km que neix al nord-oest del país prop d'Ardilan i corre en direcció generalment nord-est per desguassar a la mar Càspia prop de Rasht. És el segon riu del país després del Karun. Mentre passa per l'Azerbaidjan persa es coneix com a Kizil-Üzen però canvia a Sefid Rud al confluir amb el Shah-Rud a Mandjil. Té com afluent per la dreta el Zandjan (Zanjan) i a l'esquerra el Kara-göl (que hi desguassa a Miyane); recorre les muntanyes Elburz fent una corba de 200 km i creua la cadena pel congost de Rudbar i la vall de Rustam-Abad.
En època clàssica el riu s'anomenà Amardus o Mardus.